# 垃圾邮件法案
垃圾邮件法案（Slamming Bill，Anti-slamming Amendments Act（反垃圾邮件修正法），S. 1618）是由美国参议院于1998年提出的一项法案。该法案从来没有通过。垃圾邮件发送者经常提到这个法案以便让人产生其垃圾邮件是合法的错觉。

## 法案
该法案原用来处理垃圾电话（telephone slamming）。它的一些版本中有一个有争议的部分，是要求垃圾邮件发送者注明，包括他们的姓名，电子和实际地址，在邮件的开头的电话号码，还包括一份“声明”：“收件人可免费回复该邮件在主题行写上“删除（remove）”字样，以不再收到此类邮件。
一项法案必须由参议院和众议院都通过才能成为法律。该法案的一个版本在参议院通过，但在众议院未通过。另一个版本是在这个有争议的部分因民众抗议而放弃的情况下在众议院通过，但参议院没有通过。
因此，该法案不是一个法律。

## 为什么垃圾邮件发送者的主张是不正确的
- 该法案不是法律，因为它从来没有由参议院和众议院通过。
- 大多数垃圾邮件发送者违反该法案，因为他们没有提供他们的电子邮件地址，真实姓名，地址和在邮件的开头的电话号码。[2]
- 有些垃圾邮件发送者提到第301节的第(a)(2)(C)段。[2]这是指由众议院提出的版本。但是在这个版本，第301节的整个第(a)(2)段已因民众抗议而被撤销。
- 有些垃圾邮件发送者当在美国以外发送信息且收件人也不在美国时提到该法案。在这些情况下因为有类似于“国际管制”的东西通常使事情会发生变化，使其主张看起来不明显是假的。

## 该法案存在的问题
- 面对大量的垃圾邮件时将会浪费更多的时间。删除10个垃圾邮件要比用“删除”字样一一回复每个垃圾邮件然后再删除更快。
- 通过获取有“删除”字样的回复，垃圾邮件发送者会得知该地址是活跃的，并可以发送更多的垃圾邮件或将其出售给其他垃圾邮件发送者。
- 由于这些原因，许多用户不会回复带“删除”字样的电子邮件。垃圾邮件发送者将会任意发送商业广告且声称他们是遵守法律的。
- 本法允许任何人把一个垃圾邮件发送到任意数量的用户。

## 链接
- SPAM - Senate bill 1618
- Spam and the Law - S. 1618 and H.R. 4176（页面存档备份，存于）
- About Junk Mail and Spam（页面存档备份，存于）